# Karl av Blois

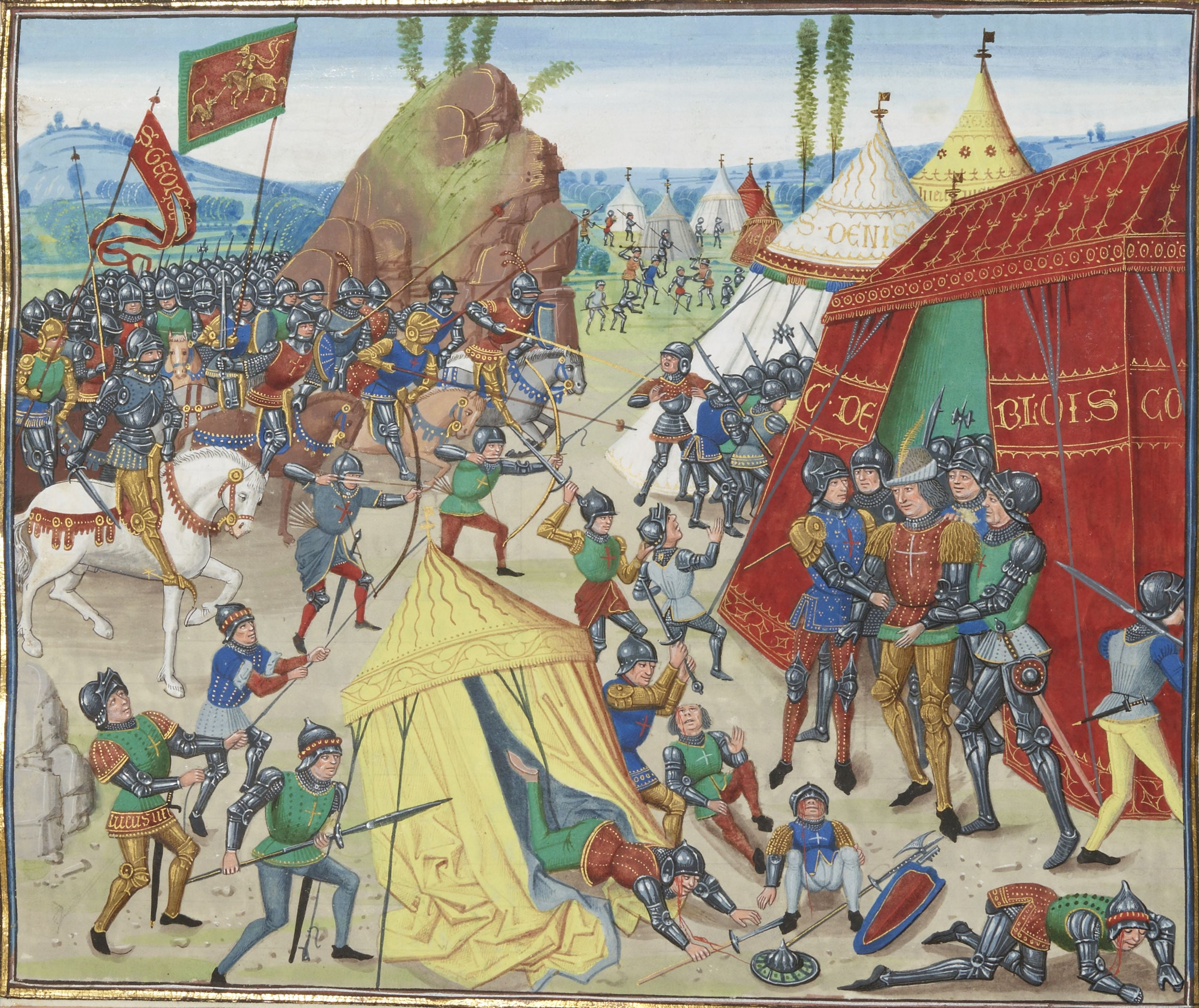
Karl av Blois under slaget vid La Roche-Derrien

Karl av Blois (franska: Charles de Blois, bretonska: Charlez Bleaz), född 1319, död 29 september 1364 var hertig av Bretagne (bestritt av Jean de Montfort) från 1341 till sin död.

## Biografi
Karl var son till Guy I av Blois-Châtillon, greve av Blois, och Margareta av Valois, en syster till Filip VI av Frankrike. Han var en strängt troende man och ansågs vara en framstående militär ledare. 
Den 4 juni 1337 äktade han Johanna av Penthièvre, arvtagare och brorsdotter till hertig Johan III. Karl slogs mot huset Montfort under bretonska tronföljdskriget (1341-1364) med stöd av den Franska kronan. Huset Montfort var allierat med England. Efter några tidiga framgångar blev Karl tillfångatagen av engelsmännen 1347. Han släpptes efter nio år i fångenskap till följd av att ha betalat en lösesumma på omkring en halv miljon ecús och fortsatte då sitt krig mot Montfort.
Karl dog i slaget vid Auray och detta fastställde Montforts seger i kriget.
Under sitt giftermål med Johanna fick Karl fem barn.